# Kråkeryd
Kråkeryd  är ett naturreservat som ligger intill Vättern, i västra Östergötland. Området ingår i EU:s ekologiska nätverk över skyddade områden, Natura 2000. Arealen av reservatet är 33 hektar.
Längs den vandringsled som utgår från parkeringen och går söderut genom reservatet kan man se många växter, varav flera är mycket sällsynta. Exempel på några av de många arter som växer i Kråkeryd är mandelblom, brudbröd, jungfrulin, gullviva och purpurknipprot. Områdets sällsyntaste växt är drakblomma, som växer i de mest otillgängliga skrevorna i bergsbranten. Drakblomman har sin huvudutbredning i Sibirien, och den finns bara på några få platser i Sverige.
Från en utsiktspunkt några hundra meter norr om parkeringsplatsen finns fikabord, där man med en magnifik utsikt över Vättern kan äta sin matsäck. 
Reservatet nås från en skyltad avfart från Turistvägen (mellan Gränna och Ödeshög), några kilometer söder om Ödeshög.